# Lättmjölk
Lättmjölk är en mjölksort som introducerades i Sverige 1967 och innehåller 0,5 % fett. Till matlagning och bakning lämpar sig standardmjölk och mellanmjölk bättre.

## Sverige
Livsmedelsverket i Sverige rekommenderar att man dricker lättmjölk framför fetare mjölk, inte minst barn i skolan och förskolan. Dels för att det rekommenderade dagsintaget av mättat fett annars riskerar överskridas och dels på grund av att den är berikad med D-vitamin.
Eftersom vitamin A är fettlösligt, så minskar mängden A-vitamin när man minskar fetthalten i mjölk. Tidigare berikades därför de fettreducerade mjölksorterna med A-vitamin motsvarande mängderna som finns i sommarmjölken. Denna berikning har dock upphört. Enligt Arla beror det på en EU-lagstiftning från mitten av 2010-talet som inte tillåter att man frivilligt berikar mjölken med A-vitamin som tidigare. A-vitaminberikning har tidigare under 2000-talet ifrågasatts eftersom det inte ansågs råda någon allmän A-vitaminbrist i Sverige och ett överskott kan leda till skelettsjukdomar som benskörhet.
En studie som gjordes vid Sahlgrenska akademin 2009 påvisar lägre BMI hos de 8-åringar som drack standardmjölk varje dag jämfört med jämnåriga som sällan drack mjölk. Samma sak kunde inte sägas om barn som ofta drack mellanmjölk eller lättmjölk. Susanne Eriksson som skrivit avhandlingen har inget säkert svar på varför, men menar att det kan bero på att gruppen som drack standardmjölk samtidigt fick i sig andra livsmedel som påverkar vikten eller att gruppen som inte drack standardmjölk istället drack mer läsk.

### Historik
- 1967 - Lättmjölken lanseras och ersätter den tidigare skummjölken.
- 1985 - Arla introducerar färgkoder för olika sorters mjölk: blå för lättmjölk, grön för mellanmjölk, röd för standardmjölk. Andra mejerier kan ha andra färger.

## Övriga Norden
I Norge kallas motsvarigheten till lättmjölk för ekstra lett melk (extra lätt mjölk). Den innehåller 0,5–0,7% fett och är berikad med vitamin D. I Finland innehåller lättmjölken 1,5 % fett. Dessutom finns det en variant med 1,0 % fett som kallas för ettans mjölk.

## Näringsvärde
Per 100 g
- Energivärde 160 kJ/40 kcal
- Protein 3,4 g
- Kolhydrat 5 g
- Fett 0,5 g
- Vitamin A 25-30 µg 3-4 % av RDI
- Vitamin D 0,38 µg 8 % av RDI
- Riboflavin 0,14 mg 9 % av RDI
- Vitamin B12 0,4 µg 40 % av RDI
- Kalcium 120 mg 15 % av RDI
- Jod 14 µg 9 % av RDI